# Powiat Cosel
Powiat Cosel (niem. Landkreis Cosel) – dawna pruska, a później niemiecka jednostka terytorialna średniego szczebla (odpowiednik powiatu ziemskiego) z siedzibą w Koźlu. Powstała w 1743 roku i wchodziła w skład rejencji opolskiej. Istniała do końca II wojny światowej.

## Liczba mieszkańców
1795 – 24 261
1819 – 26 883
1846 – 35 256
1871 – 64 984
1885 – 68 486
1900 – 71 146
1910 – 75 673
1925 – 69 257
1939 – 70 515

## Sąsiednie powiaty
- powiat Neustadt O.S.
- powiat Groß Strehlitz
- powiat Tost-Gleiwitz
- powiat Rybnik
- powiat Ratibor
- powiat Leobschütz